# Marais Poitevin
Het Marais Poitevin, ook wel la Venise Verte (Groen Venetië), is een moerasgebied in Frankrijk, vlak bij Niort in de regio Nouvelle-Aquitaine. Het is een overblijfsel van de vroegere Golf van Poitou, waarvan delen ingepolderd werden. Het gebied heeft een oppervlakte van 970 km², waardoor het Marais Poitevin het grootste moerasgebied is nabij de Atlantische Oceaan en na de Camargue het grootste moerasgebied is van het land. Het Marais Poitevin ligt ten noorden van de stad La Rochelle en ten zuiden van het departement Vendée. In 1979 werd het gebied uitgeroepen tot een interregionaal park (parc interrégional) maar desondanks loopt het moeras nog steeds gevaar. De plek kreeg het keurmerk Grand Site de France.
Ook komen er toeristen naar dit gebied. Er wordt volop met bootjes door de moerassen gevaren.

## Fotogalerij

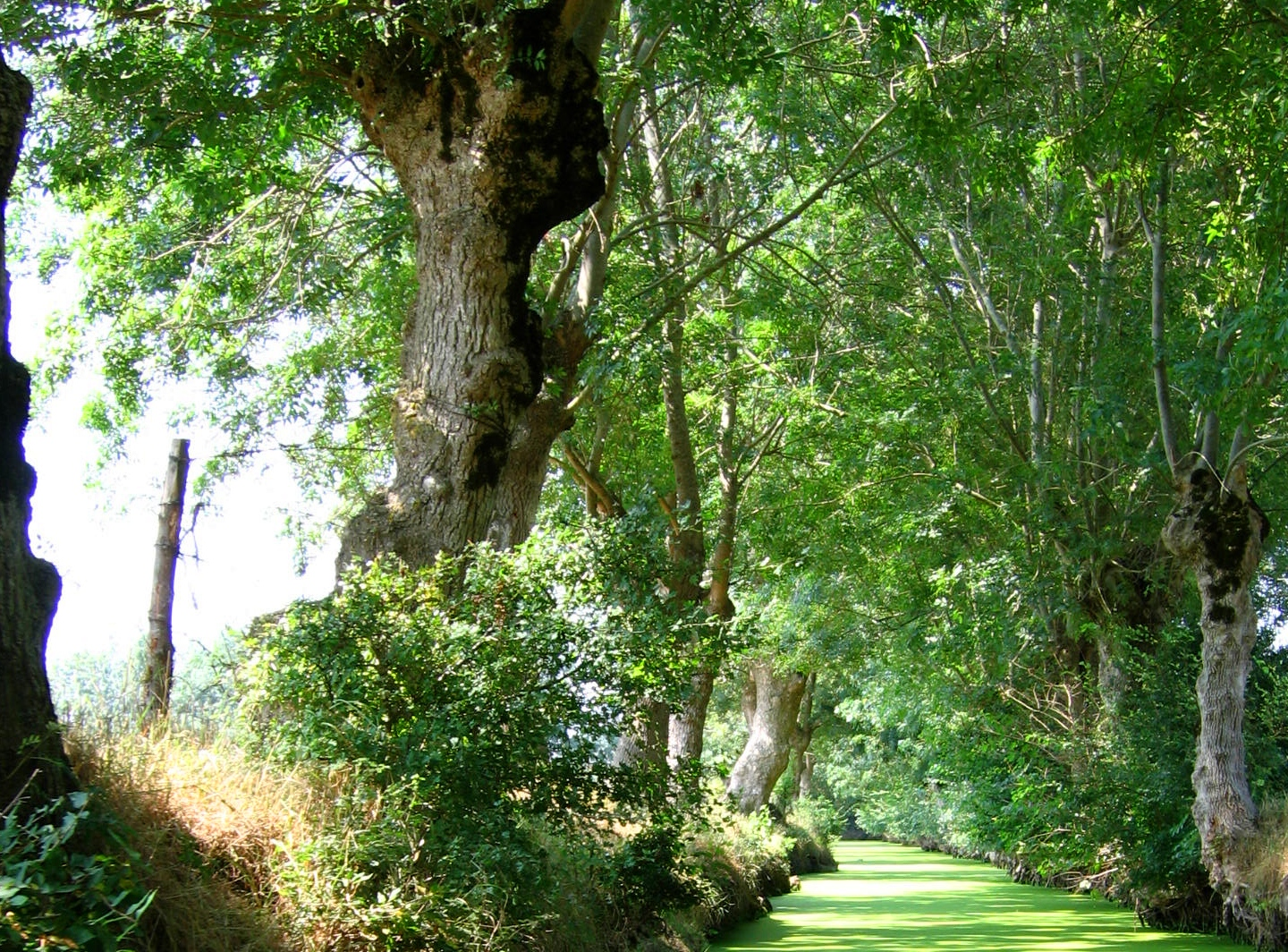
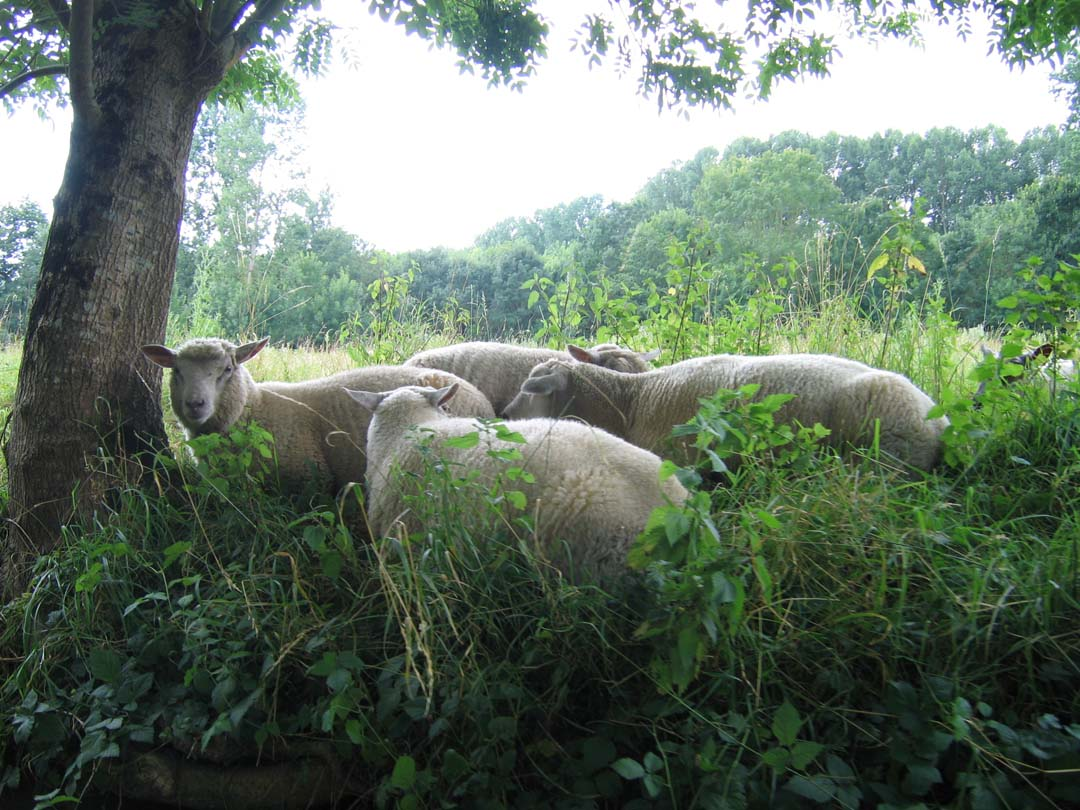
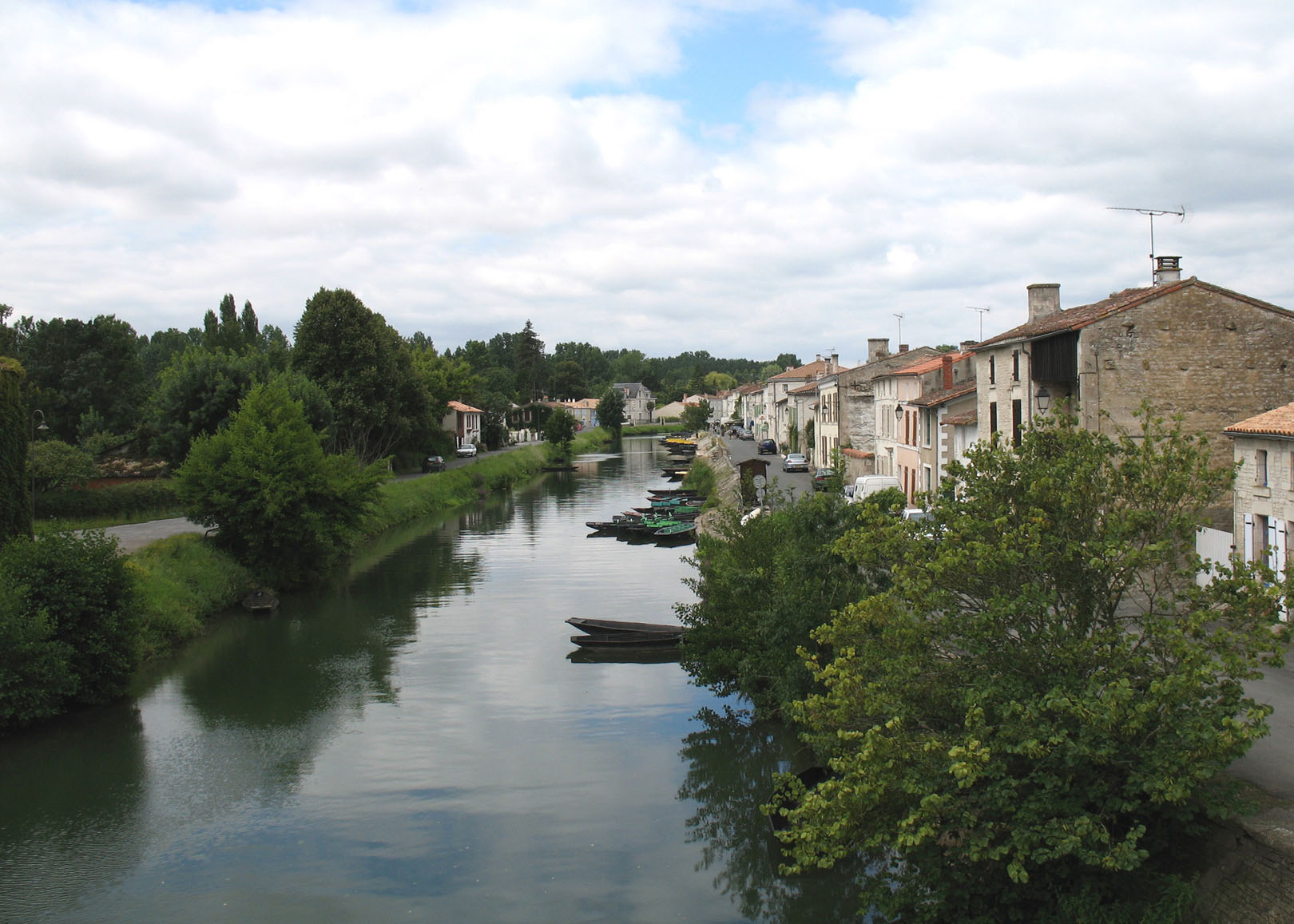
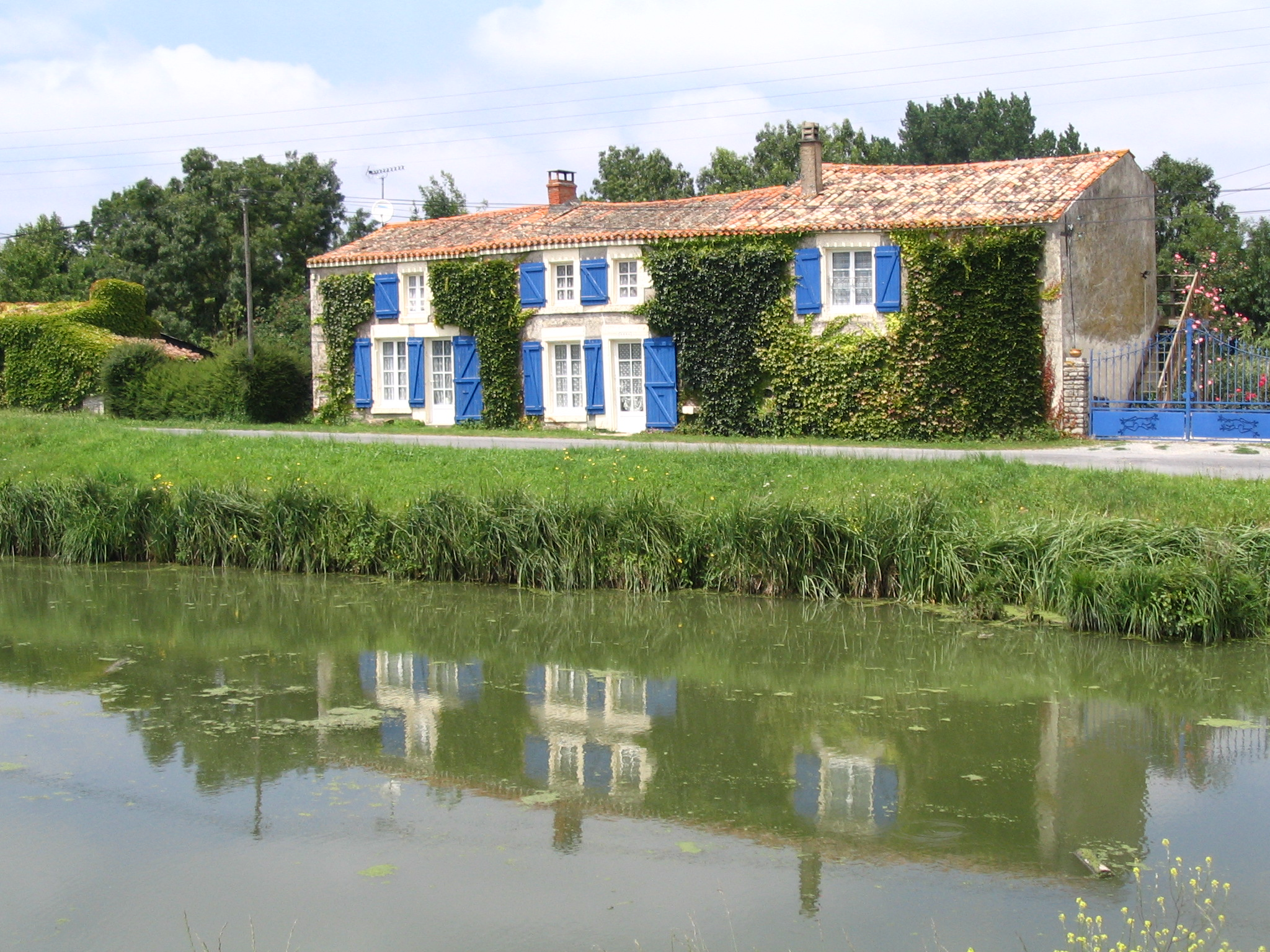